# 한국여자프로농구 2001 겨울리그
한국여자프로농구 2001 겨울리그(스폰서의 이름을 딴 삼성생명비추미배 겨울리그라고도 알려진)는 한국여자프로농구의 여섯 번째 시즌이다. 2001년 1월 8일부터 2월 18일까지 양산에서 진행되었다.

## 변경된 점
- 여자프로농구의 출범과 함께 도입된 원피스 수영복형의 유니폼 의무 착용이 선수들을 성상품화하는 것 아니냐는 논란 속에 폐지되었다.[1][2][3]

- 라운드 수 변경에 따라 경기 수가 변경되었다.
- 포스트 시즌의 선승제가 변경되었다. 플레이오프에 진출해 1위와 4위, 2위와 3위가 각각 3전 2선승제로 플레이오프를 치르는 것은 같으나 승자 간에 벌이는 챔피언 결정전은 3전 2선승제로 진행된다.

## 정규리그
정규리그는 2001년 7월 10일 개막하였으며, 2001년 2월 6일까지 진행되었다. 부천 신세계 쿨캣이 우승을 차지했다.
| 순위 | 팀                     | 경기 | 승 | 패 | 승차 | 참가 자격 및 강등 |
| ---- | ---------------------- | ---- | -- | -- | ---- | ----------------- |
| 1    | 신세계 쿨캣            | 10   | 8  | 2  | —    | 플레이오프 진출   |
| 2    | 수원 삼성생명 비추미   | 10   | 7  | 3  | 1    | 플레이오프 진출   |
| 3    | 청주 현대 하이페리온   | 10   | 6  | 4  | 2    | 플레이오프 진출   |
| 4    | 춘천 한빛은행 한새     | 10   | 5  | 5  | 3    | 플레이오프 진출   |
| 5    | 성남 국민은행 세이버스 | 10   | 3  | 7  | 5    |                   |
| 6    | 인천 금호생명 팰컨스   | 10   | 1  | 9  | 7    |                   |

## 포스트시즌
플레이오프는 2000년 3월 10일에 개막하여 3월 13일까지 진행되었고, 챔피언 결정전은 2000년 3월 16일에 개막하여 3월 20일까지 진행되었다.

### 대진표
|  | 플레이오프 3판 2선승제 | 플레이오프 3판 2선승제 | 플레이오프 3판 2선승제 |                      |   | 챔피언 결정전 5판 3선승제 | 챔피언 결정전 5판 3선승제 | 챔피언 결정전 5판 3선승제 |  |
|  |                        |                        |                        |                      |   |                           |                           |                           |  |
|  | 1                      | 광주 신세계 쿨캣       | 1                      |                      |   |                           |                           |                           |  |
|  | 1                      | 광주 신세계 쿨캣       | 1                      |                      |   |                           |                           |                           |  |
|  | 4                      | 춘천 우리은행 한새     | 2                      |                      |   |                           |                           |                           |  |
|  | 4                      | 춘천 우리은행 한새     | 2                      |                      | 1 | 춘천 우리은행 한새        | 1                         |                           |  |
|  |                        |                        |                        |                      | 1 | 춘천 우리은행 한새        | 1                         |                           |  |
|  |                        |                        | 2                      | 수원 삼성생명 비추미 | 3 |                           |                           |                           |  |
|  | 2                      | 수원 삼성생명 비추미   | 2                      | 수원 삼성생명 비추미 | 3 | 2                         |                           |                           |  |
|  | 2                      | 수원 삼성생명 비추미   |                        |                      |   |                           |                           |                           |  |
|  | 3                      | 청주 현대 하이페리온   | 1                      |                      |   |                           |                           |                           |  |

### 플레이오프

#### (1) 광주 신세계 쿨캣 vs. (4) 춘천 우리은행 한새
| 2001년 2월 8일 14:00 |

| 기록 |

| 광주 신세계 쿨캣 63, 춘천 한빛은행 한새 60        |  |  |  |                                                           |
| 쿼터 별 점수: 22-12, 16-16, 9-20, 16-12           |  |  |  |                                                           |
| 득점: 이언주 25 리바운드: 정선민 8 도움: 정선민 9 |  |  |  | 득점: 조혜진 21 리바운드: 박순양, 조혜진 8 도움: 김나연 4 |
| 1-0 신세계 우위                                   |  |  |  |                                                           |

| 2001년 2월 9일 14:00 |

| 기록 |

| 춘천 한빛은행 한새 80, 광주 신세계 쿨캣 74         |  |  |  |                                                    |
| 쿼터 별 점수: 23-20, 19-9, 13-4, 25-29             |  |  |  |                                                    |
| 득점: 조혜진 19 리바운드: 이종애 10 도움: 김나연 6 |  |  |  | 득점: 정선민 22 리바운드: 정선민 12 도움: 정선민 6 |
| 1-1 동률                                           |  |  |  |                                                    |

| 2001년 2월 12일 14:00 |

| 기록 |

| 광주 신세계 쿨캣 72, 춘천 한빛은행 한새 75        |  |  |  |                                                                  |
| 쿼터 별 점수: 27-26, 20-14, 13-20, 12-15          |  |  |  |                                                                  |
| 득점: 정선민 26 리바운드: 장선형 9 도움: 이언주 5 |  |  |  | 득점: 쉬춘메이 32 리바운드: 쉬춘메이 10 도움: 박순양, 쉬춘메이 5 |
| 2-1 우리은행 시리즈 승리                          |  |  |  |                                                                  |

#### (2) 수원 삼성생명 비추미 vs (3) 청주 현대 하이페리온
| 2000년 2월 9일 14:00 |

| 기록 |

| 청주 현대 하이페리온 53, 수원 삼성생명 비추미 70    |  |  |  |                                                   |
| 쿼터 별 점수: 12-24, 10-13, 15-14, 16-19            |  |  |  |                                                   |
| 득점: 김영옥 13 리바운드: 황쉬에친 6 도움: 정윤숙 3 |  |  |  | 득점: 김계령 19 리바운드: 16정은순 도움: 박정은 7 |
| 1-0 삼성생명 승리                                   |  |  |  |                                                   |

| 2000년 2월 9일 14:00 |

| 기록 |

| 수원 삼성생명 비추미 65, 청주 현대 하이페리온 66           |  |  |  |                                                        |
| 쿼터 별 점수: 17-12, 9-16, 16-21, 23-17                    |  |  |  |                                                        |
| 득점: 박정은 25 리바운드: 정은순 10 도움: 이미선, 변연하 5 |  |  |  | 득점: 송리웨이 15 리바운드: 송리웨이 13 도움: 전주원 5 |
| 1-1 동률                                                   |  |  |  |                                                        |

| 2000년 2월 12일 14:00 |

| 기록 |

| 청주 현대 하이페리온 71, 수원 삼성생명 비추미 73       |  |  |  |                                                      |
| 쿼터 별 점수: 14-23, 17-14, 24-22, 16-14               |  |  |  |                                                      |
| 득점: 송리웨이 21 리바운드: 송리웨이 11 도움: 김영옥 5 |  |  |  | 득점: 전주원 19 리바운드: 쉬춘메이 10 도움: 전주원 7 |
| 2-1 삼성생명 시리즈 승리                               |  |  |  |                                                      |

### 챔피언 결정전

#### (1) 춘천 우리은행 한새 vs. (2) 수원 삼성생명 비추미
| 2000년 2월 14일 14:00 |

| 기록 |

| 춘천 우리은행 한새 76, 수원 삼성생명 비추미 71     |  |  |  |                                                                   |
| 쿼터 별 점수: 23-16, 16-23, 15-23, 22-9            |  |  |  |                                                                   |
| 득점: 박순양 18 리바운드: 조혜진 17 도움: 김나연 7 |  |  |  | 득점: 변연하 21 리바운드: 이미선 8 도움: 박정은, 변연하, 이미선 3 |
| 1-0 우리은행 우위                                  |  |  |  |                                                                   |

| 2000년 2월 15일 17:00 |

| 기록 |

| 수원 삼성생명 비추미 59, 춘천 우리은행 한새 52     |  |  |  |                                                            |
| 쿼터 별 점수: 21-12, 9-18, 16-13, 13-8             |  |  |  |                                                            |
| 득점: 김계령 17 리바운드: 김계령 10 도움: 이미선 7 |  |  |  | 득점: 이종애 12 리바운드: 조혜진, 이종애 11 도움: 김나연 7 |
| 1-1 동률                                           |  |  |  |                                                            |

| 2000년 2월 17일 14:00 |

| 기록 |

| 춘천 우리은행 한새 67, 수원 삼성생명 비추미 98     |  |  |  |                                                   |
| 쿼터 별 점수: 19-30, 13-28, 20-17, 15-23           |  |  |  |                                                   |
| 득점: 조혜진 26 리바운드: 강영숙 10 도움: 강영숙 3 |  |  |  | 득점: 변연하 20 리바운드: 변연하 9 도움: 이미선 8 |
| 2-1 삼성생명 우위                                  |  |  |  |                                                   |

| 2000년 2월 18일 17:00 |

| 기록 |

| 수원 삼성생명 비추미 65, 춘천 우리은행 한새 63    |  |  |  |                                                      |
| 쿼터 별 점수: 17-25, 17-9, 16-10, 15-19           |  |  |  |                                                      |
| 득점: 변연하 30 리바운드: 박정은 9 도움: 이미선 6 |  |  |  | 득점: 쉬춘메이 26 리바운드: 이종애 13 도움: 이종애 4 |
| 3-1 삼성생명 시리즈 승리                          |  |  |  |                                                      |

## 수상

### 정규리그 시상

#### 통계에 의한 부문
| 부문       | 선수   | 팀                   | 기록    |
| ---------- | ------ | -------------------- | ------- |
| 득점상     | 정선민 | 수원 삼성생명 비추미 | 27.73점 |
| 3점 야투상 | 양정옥 | 신세계 쿨캣          | 44.98%  |
| 자유투상   | 정선민 | 수원 삼성생명 비추미 | 90.32%  |
| 리바운드상 | 정선민 | 수원 삼성생명 비추미 | 10.33개 |
| 어시스트상 | 정선민 | 수원 삼성생명 비추미 | 6.67개  |
| 스틸상     | 이미선 | 수원 삼성생명 비추미 | 2.70개  |
| 블록상     | 이종애 | 춘천 한빛은행 한새   | 2.50개  |

#### 투표에 의한 부문
| 상             | 수상자                        |
| -------------- | ----------------------------- |
| 정규리그 MVP   | 변연하 (수원 삼성생명 비추미) |
| 외국인선수상   | 쉬춘메이 (춘천 한빛은행 한새) |
| 우수수비선수상 | 정은순 (수원 삼성생명 비추미) |
| 우수후보선수상 | 신정자 (수원 삼성생명 비추미) |
| 모범선수상     | 조혜진 (춘천 한빛은행 한새)   |
| 지도상         | 유수종 (수원 삼성생명 비추미) |

- WKBL 베스트 5:
  - G 이미선, 수원 삼성생명 비추미
  - G 전주원, 청주 현대 하이페리온
  - F 조혜진, 춘천 한빛은행 한새
  - F 박정은, 수원 삼성생명 비추미
  - C 정선민, 광주 신세계 쿨캣